# Бока (певец)
Бори́с Арка́дьевич Давидя́н (28 апреля 1949, Баку — 20 июля 2020, Лос-Анджелес, Калифорния), более известный под псевдонимом Бо́ка — советский певец и автор-исполнитель.

## Биография
Родился 28 апреля 1949 года в городе Баку, в армянской семье. Отец — Аркадий Вартанович, участник Великой Отечественной войны, работал мастером на заводе. Мать — Маргарита Артёмовна, биолог. Бока рано потерял мать.
С детства интересовался музыкой, окончил музыкальную школу. Обучался и получил диплом Ташкентского автодорожного института.
В Баку в 1972 году записал свой первый музыкальный альбом. В советские годы стал очень популярным солистом у любителей шансона. В его альбомах большинство песен — его собственного творения, хотя он пел также композиции Владимира Высоцкого и Аркадия Северного. Свои песни исполнял с особым восточным колоритом. Некоторые источники называют его «классиком шансона».
В 1988 году он посетил США в туристической поездке и записал там свой новый и ставший популярным альбом «Доля воровская». Главная композиция этого альбома стала хитом.
Вынужден был покинуть Баку во время армянских погромов в декабре 1989 года. В начале 1996 года проживал в Ереване. Выпустил ряд музыкальных альбомов. В этом же году участвовал в прямом эфире на радиостанции «Маяк».
В 1995 году на Давидяна было заведено уголовное дело за хранение оружия, что послужило причиной его эмиграции в США. Много выступал в местах заключения, гастролировал по миру. Постоянно проживал в Лос-Анджелесе. У Давидяна жена, сын, две дочери и четверо внуков. Один из них — певец Жока.
21 июля 2020 года умер в Лос-Анджелесе после продолжительной болезни лёгких в возрасте 71 года.

## Достижения и награды
- «Шансон года-2006» за песню «Молодость» (номинант от США)[14];
- «Шансон года-2007» за песню «Душа моя»[15].

## Дискография[16]
- 1972 г. Первый концерт
- 1973 г. Второй концерт
- 1974 г. Третий концерт
- 1979 г. Четвёртый концерт в Баку
- 1981 г. Пятый концерт «Опять в Тбилиси»
- 1982 г. Шестой концерт (при участии Исаака Ландера и Гарика Казаряна)
- 1988 г. Доля воровская
- 1993 г. Ностальгия (арм. Կարոտ)
- 1995 г. Воспоминание
- 1996 г. Привет из Америки
- 1997 г. Для всех друзей
- 2002 г. Мам, я твой сын…
- 2003 г. Мой отец
- 2005 г. Концерт в городе Владимире (DVD)
- 2006 г. Концерт в «Лесном» (DVD)
- 2007 г. Моя доля
- 2008 г. Мой город
- 2011 г. Цена жизни
- 2016 г. Жить и любить (Последний концерт)

### Песни-хиты
- «Али-Баба» (1996)
- «Беженцы» (1995)
- «В глазах туман» (1997)
- «Вино в бокале» (1999)
- «Где ты, юность моя» (1995)
- «Джана» (1999)
- «Долина солнца» (1995)
- «Доля воровская» (1975)
- «Ду-ду» (2003)
- «Душа моя» (2007)
- «Зараза» (1997)
- «Звенит звонок» (1980)
- «Колдун» (1998)
- «Мама я твой сын» (2006)
- «Молодость» (2006)
- «Моряк» (2008)
- «На что похожи облака…» (1995)
- «Письмо к матери» (1979)
- «Поздней осенней порой» (1995)
- «Рыжая» (1975)
- «Тук-тук» (2003)
- «Цавт танем» (1975)

## Фильмография
1. 1988 — Мерзавец — уличный певец
2. 1989 — Храм воздуха — певец в ресторане Кисловодска